# Ровинский, Александр Павлович

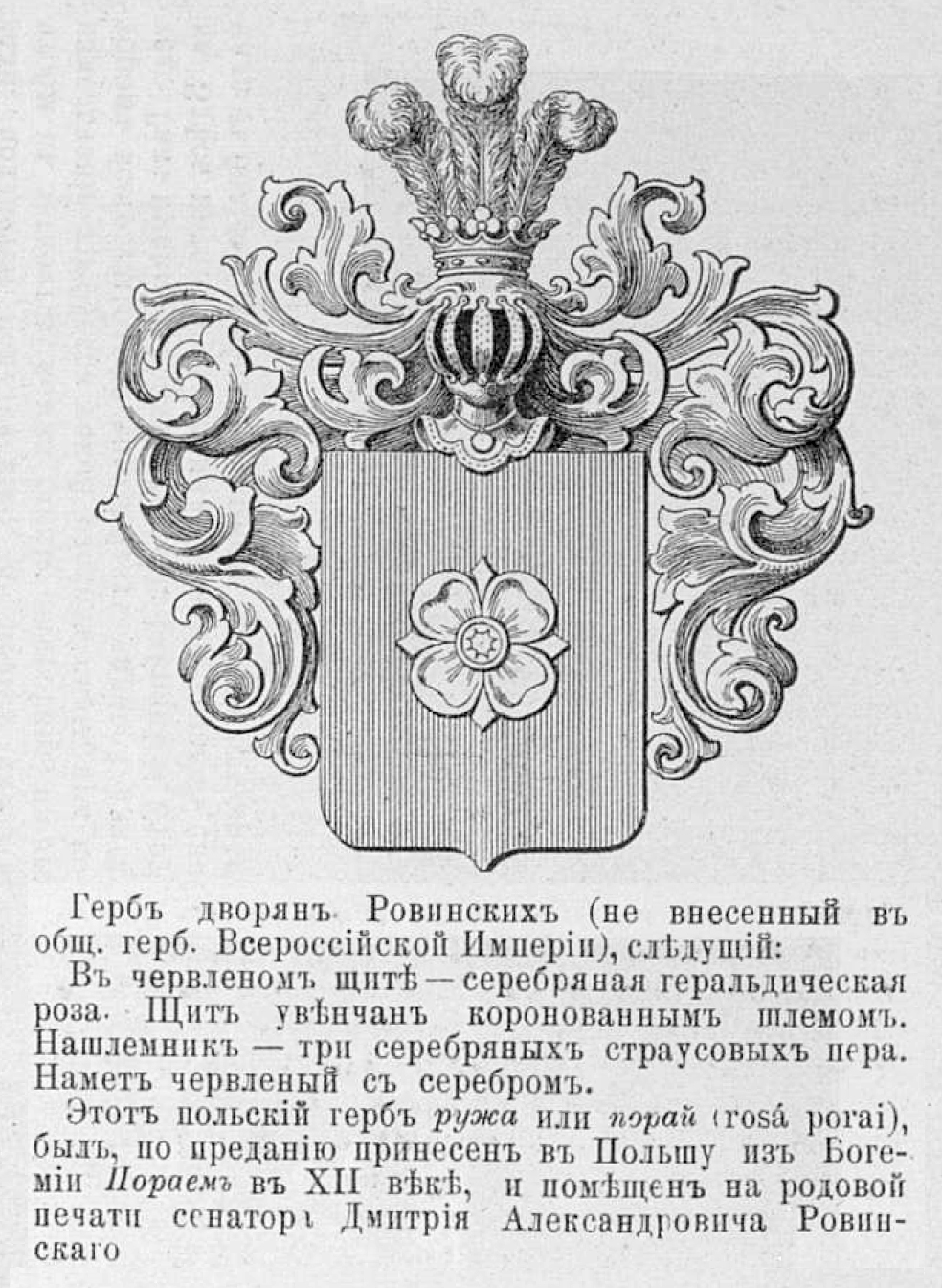
Герб дворян Ровинских

Александр Павлович Ровинский (1778—1838) — участник войн с Наполеоном, московский полицеймейстер; действительный статский советник.

## Биография
Родился 7 (18) февраля 1778 года, происходил из дворян Смоленской губернии и был сыном Духовщинского городничего Павла Васильевича Ровинского и Феодосии Семеновны Халютиной. Старший брат полковника Викентия Павловича Ровинского, также участника наполеоновских войн, белорусского поэта, наиболее вероятного автора первой белорусской поэмы «Энеида наизнанку».
Начав службу в Кинбурнском драгунском полку, он был в 1791 году произведён в прапорщики. Затем, в чине штабс-капитана, участвовал в войнах 1805 года в Австрии и 1806—1807 годов в Восточной Пруссии, состоял адъютантом при графе А. П. Тормасове. С 1810 года состоял в той же должности при инспекторе всей артиллерии бароне П. И. Меллере-Закомельском.
Произведенный 8 ноября 1811 году в подполковники, Ровинский принимал участие в Отечественной войне 1812 года и одно время командовал Нижегородским ополчением.
С назначением в 1815 году графа А. П. Тормасова Московским военным генерал-губернатором, Ровинский, в чине подполковника, был сделан вторым московским полицеймейстером 1-го отделения города, помощником известного А. С. Шульгина, вместе с которым устроил Московскую пожарную команду. В должности полицеймейстера он прослужил около 15 лет и 1 мая 1830 года, будучи полковником, был причислен к Герольдии, с производством в действительные статские советники.
26 ноября 1826 года он за беспорочную выслугу 25 лет в офицерских чинах был награждён орденом св. Георгия 4-й степени (№ 3905 по кавалерскому списку Григоровича — Степанова).
В марте 1834 года он окончательно был уволен от службы и умер в Москве 23 ноября (5 декабря) 1838 года, похоронен на кладбище Новодевичьего монастыря.

## Семья
Жена (с 15.01.1809) — Анна Ивановна (10.03.1784—23.08.1863), дочь лейб-медика императрицы Екатерины II Ивана Ивановича Мессинга. Венчались в Петербурге в соборе Св. Исаакия Далматского. Их дети:
- Мария (1815—16.02.1883), в замужестве Студницына[2]
- Николай (20.03.1818—14.03.1855)
- Елена (09.08.1821[3]—04.03.1887), в монашестве Рафаила, игуменья Московского Вознесенского монастыря в Кремле
- Дмитрий (16.08.1824—11.06.1895).